# BNP Paribas Open 2019
BNP Paribas Open 2019, známý jako Indian Wells Masters 2019, byl společný tenisový turnaj mužského okruhu ATP Tour a ženského okruhu WTA Tour, hraný v areálu Indian Wells Tennis Garden na otevřených dvorcích s tvrdým povrchem Plexipave. Konal se mezi 4. až 17. březnem 2019 v kalifornském Indian Wells jako 44. ročník mužského a 31. ročník ženského turnaje.
Mužská polovina se řadila do třetí nejvyšší kategorie okruhu ATP Tour Masters 1000 a její dotace činila 9 035 428 amerických dolarů. Ženská část disponovala rozpočtem 9 035 428 dolarů a stala se také součástí třetí nejvyšší úrovně okruhu WTA Premier Mandatory. Kalifornská událost v těchto kategoriích tradičně představovala úvodní turnaj sezóny.
Nejvýše nasazenými v singlových soutěžích se staly světové jedničky Novak Djoković ze Srbska a Naomi Ósakaová z Japonska. Jako poslední přímí účastníci do dvouhry nastoupili lotyšský 84. hráč žebříčku Ernests Gulbis a mezi ženami polská 80. žena klasifikace Magda Linetteová.
Všech sedmdesát pět nejvýše postavených tenistů na žebříčcích ATP a WTA bylo na turnajové startovní listině, ovšem dvojnásobná šampionka Maria Šarapovová se odhlásila tři týdny před zahájením pro poranění pravého ramene. Také obhájce mužského titulu Argentinec Juan Martín del Potro odstoupil pro zranění kolene.
První trofej ze série Masters získal 25letý Rakušan Dominic Thiem, čímž dosáhl na dvanáctý singlový titul v rámci okruhu ATP Tour. Stal se prvním rakouským šampionem turnaje Masters od Thomase Mustera na Miami Masters 1997. Ženský singl ovládla kanadská teenagerka Bianca Andreescuová, jež si na túře WTA připsala premiérové turnajové vítězství. V Indian Wells zvítězila jako první startující na divokou kartu a v osmnácti letech byla nejmladší vítězkou od triumfu Sereny Williamsové v roce 1999.
Premiérovou trofej jako pár v mužské čtyřhře vybojovali Chorvat Nikola Mektić s Argentincem Horaciem Zeballosem. Debutovou společnou trofej si z ženské čtyřhry odvezla dvojice belgicko-běloruská dvojice Elise Mertensová a Aryna Sabalenková. Oba vítězné páry odehrály jako dvojice druhé kariérní turnaje na okruzích.

## Rozdělení bodů a finančních odměn

### Rozdělení bodů
| Soutěž       | vítězové | finalisté | semifinalisté | čtvrtfinalisté | 16 v kole | 32 v kole | 64 v kole | 96 v kole | Q  | Q2 | Q1 |
| ------------ | -------- | --------- | ------------- | -------------- | --------- | --------- | --------- | --------- | -- | -- | -- |
| dvouhra mužů | 1000     | 600       | 360           | 180            | 90        | 45        | 25        | 10        | 16 | 8  | 0  |
| čtyřhra mužů | 1000     | 600       | 360           | 180            | 90        | 0         | —         | —         | —  | —  | —  |
| dvouhra žen  | 1000     | 650       | 390           | 215            | 120       | 65        | 35        | 10        | 30 | 20 | 2  |
| čtyřhra žen  | 1000     | 650       | 390           | 215            | 120       | 10        | —         | —         | —  | —  | —  |

### Finanční odměny
| Soutěž                                | vítězové   | finalisté | semifinalisté | čtvrtfinalisté | 16 v kole | 32 v kole | 64 v kole | 96 v kole | Q2     | Q1     |
| ------------------------------------- | ---------- | --------- | ------------- | -------------- | --------- | --------- | --------- | --------- | ------ | ------ |
| dvouhra mužů                          | $1 354 010 | $686 000  | $354 000      | $182 000       | $91 205   | $48 775   | $26 430   | $16 425   | $6 790 | $3 395 |
| dvouhra žen                           | $1 354 010 | $686 000  | $354 000      | $182 000       | $91 205   | $48 775   | $26 430   | $16 425   | $6 790 | $3 395 |
| čtyřhra mužů                          | $457 290   | $223 170  | $111 170      | $57 000        | $30 060   | $16 090   | —         | —         | —      | —      |
| čtyřhra žen                           | $457 290   | $223 170  | $111 170      | $57 000        | $30 060   | $16 090   | —         | —         | —      | —      |
| částky ve čtyřhře jsou uvedeny na pár |            |           |               |                |           |           |           |           |        |        |

## Dvouhra mužů

### Nasazení
| Stát                           | Hráč                  | ATP | Nasazení |
| ------------------------------ | --------------------- | --- | -------- |
| Srbsko                         | Novak Djoković        | 1.  | 1.       |
| Španělsko                      | Rafael Nadal          | 2.  | 2.       |
| Německo                        | Alexander Zverev      | 3.  | 3.       |
| Švýcarsko                      | Roger Federer         | 4.  | 4.       |
| Jižní Afrika                   | Kevin Anderson        | 6.  | 5.       |
| Japonsko                       | Kei Nišikori          | 7.  | 6.       |
| Rakousko                       | Dominic Thiem         | 8.  | 7.       |
| USA                            | John Isner            | 9.  | 8.       |
| Řecko                          | Stefanos Tsitsipas    | 10. | 9.       |
| Chorvatsko                     | Marin Čilić           | 11. | 10.      |
| Chorvatsko                     | Borna Ćorić           | 12. | 11.      |
| Rusko                          | Karen Chačanov        | 13. | 12.      |
| Kanada                         | Milos Raonic          | 14. | 13.      |
| Rusko                          | Daniil Medveděv       | 15. | 14.      |
| Itálie                         | Marco Cecchinato      | 16. | 15.      |
| Itálie                         | Fabio Fognini         | 17. | 16.      |
| Gruzie                         | Nikoloz Basilašvili   | 18. | 17.      |
| Francie                        | Gaël Monfils          | 19. | 18.      |
| Španělsko                      | Pablo Carreño Busta   | 20. | 19.      |
| Belgie                         | David Goffin          | 21. | 20.      |
| Španělsko                      | Roberto Bautista Agut | 22. | 21.      |
| Spojené království             | Kyle Edmund           | 23. | 22.      |
| Austrálie                      | Alex de Minaur        | 24. | 23.      |
| Kanada                         | Denis Shapovalov      | 25. | 24.      |
| Argentina                      | Diego Schwartzman     | 26. | 25.      |
| Bulharsko                      | Grigor Dimitrov       | 28. | 26.      |
| Francie                        | Gilles Simon          | 29. | 27.      |
| Francie                        | Lucas Pouille         | 30. | 28.      |
| Maďarsko                       | Márton Fucsovics      | 31. | 29.      |
| Srbsko                         | Laslo Djere           | 32. | 30.      |
| Austrálie                      | Nick Kyrgios          | 33. | 31.      |
| Argentina                      | Guido Pella           | 34. | 32.      |
| Žebříček ATP ke 4. březnu 2019 |                       |     |          |

### Jiné formy účasti
Následující hráči obdrželi divokou kartu do hlavní soutěže:
- Félix Auger-Aliassime
- Laslo Djere
- Jared Donaldson
- Reilly Opelka
- Donald Young

Následující hráči postoupili z kvalifikace:
- Radu Albot
- Alex Bolt
- Dan Evans
- Bjorn Fratangelo
- Marcos Giron
- Prajneš Gunneswaran
- Ugo Humbert
- Denis Istomin
- Tacuma Itó
- Filip Krajinović
- Alexei Popyrin
- Elias Ymer

Následující hráči postoupili z kvalifikace jako tzv. šťastní poražení:
- Ričardas Berankis
- Miomir Kecmanović
- Andrej Rubljov

### Odhlášení
před zahájením turnaje
- Kevin Anderson → nahradil jej  Miomir Kecmanović
- Aljaž Bedene → nahradil jej  Ryan Harrison
- Pablo Carreño Busta → nahradil jej  Andrej Rubljov
- Čong Hjon → nahradil jej  Ilja Ivaška
- Juan Martín del Potro → nahradil jej  Taró Daniel
- Grigor Dimitrov → nahradil jej  Ričardas Berankis
- Richard Gasquet → nahradil jej  Federico Delbonis
- Vasek Pospisil → nahradil jej  Mackenzie McDonald
- Fernando Verdasco → nahradil jej  Ernests Gulbis

v průběhu turnaje
- Gaël Monfils
- Rafael Nadal

### Skrečování
- Martin Kližan
- Jošihito Nišioka

## Mužská čtyřhra

### Nasazení
| Stát                                                                                    | Hráč                  | Stát        | Hráč          | ATP | Nasazení |
| --------------------------------------------------------------------------------------- | --------------------- | ----------- | ------------- | --- | -------- |
| Francie                                                                                 | Pierre-Hugues Herbert | Francie     | Nicolas Mahut | 7.  | 1.       |
| Spojené království                                                                      | Jamie Murray          | Brazílie    | Bruno Soares  | 11. | 2.       |
| Rakousko                                                                                | Oliver Marach         | Chorvatsko  | Mate Pavić    | 16. | 3.       |
| USA                                                                                     | Bob Bryan             | USA         | Mike Bryan    | 18. | 4.       |
| Kolumbie                                                                                | Juan Sebastián Cabal  | Kolumbie    | Robert Farah  | 20. | 5.       |
| Polsko                                                                                  | Łukasz Kubot          | Brazílie    | Marcelo Melo  | 20. | 6.       |
| Jižní Afrika                                                                            | Raven Klaasen         | Nový Zéland | Michael Venus | 26. | 7.       |
| Finsko                                                                                  | Henri Kontinen        | Austrálie   | John Peers    | 34. | 8.       |
| Žebříček ATP ke 4. březnu 2019; číslo je součtem žebříčkového postavení obou členů páru |                       |             |               |     |          |

### Jiné formy účasti
Následující páry obdržely divokou kartu do hlavní soutěže:
- Taylor Fritz /  Nick Kyrgios
- Mackenzie McDonald /  Reilly Opelka
- Lucas Pouille /  Stan Wawrinka

Následující pár nastoupil z pozice náhradníka:
- Adrian Mannarino /  Gaël Monfils

### Odhlášení
- Pablo Carreño Busta (poranění ramene)

## Ženská dvouhra

### Nasazení
| Stát                           | Hráčka                     | WTA | Nasazení |
| ------------------------------ | -------------------------- | --- | -------- |
| Japonsko                       | Naomi Ósakaová             | 1.  | 1.       |
| Rumunsko                       | Simona Halepová            | 2.  | 2.       |
| Česko                          | Petra Kvitová              | 3.  | 3.       |
| USA                            | Sloane Stephensová         | 4.  | 4.       |
| Česko                          | Karolína Plíšková          | 5.  | 5.       |
| Ukrajina                       | Elina Svitolinová          | 6.  | 6.       |
| Nizozemsko                     | Kiki Bertensová            | 7.  | 7.       |
| Německo                        | Angelique Kerberová        | 8.  | 8.       |
| Bělorusko                      | Aryna Sabalenková          | 9.  | 9.       |
| USA                            | Serena Williamsová         | 10. | 10.      |
| Lotyšsko                       | Anastasija Sevastovová     | 11. | 11.      |
| Austrálie                      | Ashleigh Bartyová          | 12  | 12       |
| Dánsko                         | Caroline Wozniacká         | 13. | 13.      |
| Rusko                          | Darja Kasatkinová          | 14. | 14.      |
| Německo                        | Julia Görgesová            | 15. | 15.      |
| Belgie                         | Elise Mertensová           | 16. | 16.      |
| USA                            | Madison Keysová            | 17. | 17.      |
| Čína                           | Wang Čchiang               | 18. | 18.      |
| Francie                        | Caroline Garciaová         | 19. | 19.      |
| Španělsko                      | Garbiñe Muguruzaová        | 20. | 20.      |
| Estonsko                       | Anett Kontaveitová         | 21. | 21.      |
| Lotyšsko                       | Jeļena Ostapenková         | 22. | 22.      |
| Švýcarsko                      | Belinda Bencicová          | 23. | 23.      |
| Ukrajina                       | Lesja Curenková            | 28. | 24.      |
| USA                            | Danielle Collinsová        | 25. | 25.      |
| Španělsko                      | Carla Suárezová Navarrová  | 24. | 26.      |
| Čínská Tchaj-pej               | Sie Šu-wej                 | 27. | 27.      |
| Chorvatsko                     | Donna Vekićová             | 26. | 28.      |
| Rumunsko                       | Mihaela Buzărnescuová      | 31. | 29.      |
| Rusko                          | Anastasija Pavljučenkovová | 32. | 30.      |
| Bělorusko                      | Aljaksandra Sasnovičová    | 34. | 31.      |
| Slovensko                      | Dominika Cibulková         | 35. | 32.      |
| Žebříček WTA ke 4. březnu 2019 |                            |     |          |

### Jiné formy účasti
Následující hráčky obdržely divokou kartu do hlavní soutěže:
- Bianca Andreescuová
- Amanda Anisimovová
- Jennifer Bradyová
- Madison Brengleová
- Lauren Davisová
- Jessica Pegulaová
- Taylor Townsendová
- Sachia Vickeryová

Následující hráčka nastoupila do hlavní soutěže pod žebříčkovou ochranou:
- Laura Siegemundová

Následující hráčky postoupily z kvalifikace:
- Ysaline Bonaventureová
- Zarina Dijasová
- Misaki Doiová
- Viktorija Golubicová
- Nao Hibinová
- Priscilla Honová
- Kateryna Kozlovová
- Christina McHaleová
- Caty McNallyová
- Natalja Vichljancevová
- Stefanie Vögeleová
- Ču Lin

#### Odhlášení
před zahájením turnaje
- Camila Giorgiová → nahradila ji  Eugenie Bouchardová
- Luksika Kumkhumová → nahradila ji  Magda Linetteová
- Jekatěrina Makarovová → nahradila ji  Johanna Larssonová
- Maria Šarapovová (poranění pravého ramene) → nahradila ji  Mona Barthelová [4]

### Skrečování
- Anastasija Sevastovová (viróza)
- Serena Williamsová (viróza)

## Ženská čtyřhra

### Nasazení
| Stát                                                                                     | Hráčka             | Stát             | Hráčka                         | WTA | Nasazení |
| ---------------------------------------------------------------------------------------- | ------------------ | ---------------- | ------------------------------ | --- | -------- |
| Česko                                                                                    | Barbora Krejčíková | Česko            | Kateřina Siniaková             | 3.  | 1.       |
| Maďarsko                                                                                 | Tímea Babosová     | Francie          | Kristina Mladenovicová         | 8.  | 2.       |
| Čínská Tchaj-pej                                                                         | Sie Šu-wej         | Česko            | Barbora Strýcová               | 20. | 3.       |
| USA                                                                                      | Nicole Melicharová | Česko            | Květa Peschkeová               | 22. | 4.       |
| Kanada                                                                                   | Gabriela Dabrowská | Čína             | Sü I-fan                       | 30. | 5.       |
| Austrálie                                                                                | Samantha Stosurová | Čína             | Čang Šuaj                      | 35. | 6.       |
| Slovinsko                                                                                | Andreja Klepačová  | Španělsko        | María José Martínez Sánchezová | 38. | 7.       |
| Čínská Tchaj-pej                                                                         | Čan Chao-čching    | Čínská Tchaj-pej | Latisha Chan                   | 39. | 8.       |
| Žebříček WTA ke 4. březnu 2019; číslo je součtem žebříčkového postavení obou členek páru |                    |                  |                                |     |          |

### Jiné formy účasti
Následující páry obdržely divokou kartu do hlavní soutěže:
- Viktoria Azarenková /  Elina Svitolinová
- Eugenie Bouchardová /  Sloane Stephensová
- Serena Williamsová /  Venus Williamsová (odstoupily se záměrem soustředit se na dvouhru)

Následující páry nastoupily z pozice náhradníka:
- Garbiñe Muguruzaová /  Carla Suárezová Navarrová
- Anastasija Pavljučenkovová /  Anastasija Sevastovová

### Odhlášení
před zahájením turnaje
- Serena Williamsová (změna programu)
- Venus Williamsová (změna programu)
- Věra Zvonarevová

v průběhu turnaje
- Carla Suárezová Navarrová (poranění kyčle)

## Přehled finále

### Mužská dvouhra
- Dominic Thiem vs.  Roger Federer, 3–6, 6–3, 7–5

### Ženská dvouhra
- Bianca Andreescuová vs.  Angelique Kerberová, 6–4, 3–6, 6–4

### Mužská čtyřhra
- Nikola Mektić /  Horacio Zeballos vs.  Łukasz Kubot /  Marcelo Melo, 4–6, 6–4, [10–3]

### Ženská čtyřhra
- Elise Mertensová /  Aryna Sabalenková vs.  Barbora Krejčíková /  Kateřina Siniaková, 6–3, 6–2